# マイク・ウェストブルック
マイク・ウェストブルック（Mike Westbrook、1936年3月21日 - ）は、イギリス・バッキンガムシャー・ハイ・ウィカム出身のジャズ・ピアノ奏者、ビッグバンド・リーダー、作曲家。

## 経歴
プリマスの芸術学校卒業後、ジョン・サーマン等と音楽活動を開始。1963年、ロンドンに出てサーマンを含んだセクステットを結成。1967年、マイク・ウェストブルック・コンサート・バンドと銘打ち、リーダー・アルバム『セレブレーション』でデビュー。1968年、モントルー・ジャズ・フェスティバルに出演。1970年に『マーチング・ソング Vol.1/Vol.2』で反戦メッセージを込めた壮大なオーケストレーション作品を発表した。1971年の『メトロポリス』では大胆なジャズロック・サウンドを導入しフリー奏法が交錯したオーケストラ・アルバムを制作。
1977年3月には、マイク・ウェストブルック・ブラスバンドと、アヴァン・ロック・グループのヘンリー・カウ、フォーク歌手のフランキー・アームストロングが合併して、ジ・オーケストラが結成された。ロンドンやヨーロッパのいくつかの都市でライブが行われ、最後のコンサートは1978年5月にフランスのボルドーにて行われた。
1989年の『プレイズ・ビートルズ - オフ・アビー・ロード』では、ビートルズの『アビイ・ロード』をウェストブルック流に焼き直している。
初期にデューク・エリントンに影響を受けたウェストブルックはその後もクラシック音楽、アヴァンギャルド・ジャズ、フリー・ジャズ、ロック等あらゆる音楽エッセンスを混合した革新的なラージ・アンサンブル作品を発表し続けている。妻のケイト・ウェストブルック（ボーカル、ホルン）も共同メンバーとして多くの作品に参加している。

## ディスコグラフィ

### アルバム
- 『セレブレーション』 - Celebration (1967年)
- Release (1969年)
- 『マーチング・ソング Vol.1/Vol.2』 - Marching Song – Volumes 1 And 2 (1969年)
- 『ラヴ・ソングズ』 - Love Songs (1970年)
- 『メトロポリス』 - Metropolis (1971年)
- Tyger (1971年)
- 『ライブ』 - Live (1972年)
- 『ソリッド・ゴールド・キャデラック』 - Solid Gold Cadillac (1971年)
- Brain Damage (1973年) ※ソリッド・ゴールド・キャデラック名義
- 『シタデル/ルーム315』 - Citadel/Room 315 (1974年)
- For The Record (1975年)
- Love/Dream and Variations (1976年)
- Piano (1976年)
- 『グース・ソース』 - Goose Sauce (1978年)
- 『ママ・シカゴ』 - Mama Chicago (1979年)
- The Westbrook Blake – Bright As Fire (1980年)
- The Paris Album (1981年)
- The Cortège (Original, 1983年)
- A Little Westbrook Music (1983年)
- Love For Sale (1985年)
- 『オン・デュークス・バースデイ』 - On Duke's Birthday (1985年)
- The Ass  (1985年)
- London Bridge Is Broken Down (1986年)
- Pier Rides (1986年)
- Westbrook-Rossini (1987年)
- Westbrook-Rossini, Zürich Live 1986 (1994年)
- 『プレイズ・ビートルズ - オフ・アビー・ロード』 - Off Abbey Road (1989年)
- Stage Set  (1995年)
- Bar Utopia (1996年)
- Love or Infatuation  (1997年)
- The Orchestra of Smith's Academy (1998年)
- Platterback (1998年)
- Glad Day (Settings of William Blake) (1999年)
- L'ascenseur: Lift (2002年)
- Chanson Irresponsable (2003年)
- Art Wolf  (2005年)
- Waxeywork Show (2008年)
- Fine 'n' Yellow  (2009年)
- allsorts  (2009年)
- Mama Chicago (2011年) ※DVD
- Three Into Wonderfull (2012年)
- The Serpent Hit  (2013年)
- Glad Day – Live (2014年)
- A Bigger Show (2016年)
- Paris (2016年)
- In Memory Of Lou Gare Tenor Saxophone (2018年)
- Starcross Bridge (2018年)

### シングル
- "A Life of Its Own" (1969年)
- "The Human Abstract" (1982年)